# Predestinationsläran
Predestinationsläran är den teologiska ståndpunkt som hävdar att människans liv på jorden och livet efter detta är förutbestämt av en allsmäktig gud, eller att Gud utväljer vissa människor till frälsning.

## Predestinationsläran inom kristendomen
Augustinus, som brottades med frågan varför inte alla älskar Gud och nästan, drog slutsatsen att detta enbart är möjligt för de utvalda. De får å andra sidan en oemotståndlig nåd så att de inte kan låta bli att göra gott. Läran tycks helt bortse från människans fria vilja och ansvar, varför Augustinus också kritiserades av Pelagius' anhängare.
För medeltidskyrkan spelade inte predestinationsläran samma roll, men den återupptogs av 1500-talets reformatorer. Enligt Luther är det Guds val som gör att en människa blir frälst (enkel predestination), och med detta menade han att man inte kan tvinga Gud att frälsa en människa med gärningar, genom att skänka pengar eller genom en viljeakt.  
Calvin gick ett steg längre, då han menade att Gud från början har utsett vissa människor till frälsning och andra till fördömelse (dubbel predestination). Vilken grupp var och en tillhör avslöjas genom deras vandel; predestinationsläran har på så sätt blivit en sporre till ett gudfruktigt liv, men också till rädsla och oro.

## Predestinationsläran inom islam
Inom tidig islam, då dess anhängare knappast hölls samman av någon tydligt definierad trossats eller några sammanbindande traditioner, förelåg det ofta heta diskussioner och konflikter mellan olika muslimska grupperingar. En källa till konflikt var det som på arabiska kallas för qadr (qadar), alltså huruvida människans öde är förutbestämt av Gud eller inte. Somliga menade att Gud mer eller mindre styr all mänsklig aktivitet på förhand, medan andra ansåg att individen hade försetts med en rejäl portion egen vilja. De senare menade att alla människor hade en egen, fristående qadr och den som trodde på denna teori brukar benämnas som qadariter. 

### Qadariterna
Qadariterna motsatte sig de umayyadiska kaliferna, som vid den här tiden hade makten över det muslimska riket, då umayyaderna påstod sig vara härskare över alla muslimer, förordnade av Gud själv. Umayyaderna i sin tur var inte positivt inställda till en teologisk riktning som grundade sig i att människan råder över sig själv, då de föredrog att deras undersåtar passivt väntade på order från “Guds förordnade”. Liksom många andra tidiga teologiska rörelser inom islam hävdade qadariterna att de var ideologiska ättlingar till Hasan al-Basri (d. 728), en framstående teolog som menade att “tro” förutsätter fri vilja och handlingsfrihet. al-Basri själv bekände sig aldrig som qadarit men han ansåg att människan hade en viss grad av fri vilja. Han behandlade ett flertal stycken i Koranen, varav många vid första anblicken styrkte predestinationstanken, och tolkade dem så att de alla bekräftade hans tes om människans fria vilja. Hasan al-Basri blickade även bakåt i tiden och menade att Muhammeds och hans närmaste följeslagare ansett att varje troende själv var ansvarig för sin egen frälsning. Detta, att gå tillbaka till de allra första muslimerna, profetens sunna, för att finna legitimitet, är ett karaktäristisk drag inom islamiskt tänkande som senare skulle komma att bli allt mer dominant. 
Qadariterna utvecklades efter hand till att bli en politiskt radikal grupp som senare kom att stödja den abbasinska revolutionen. En av deras ledare Ghailan, sägs ha förespråkat den kontroversiella tanken om att eftersom varje troende själv är ansvarig för sin egen frälsning, så finns det ingen given anledning att härskaren ska vara från stammen Quraysh, densamma som profeten Muhammed tillhört, såsom hittills varit givet. Ghailan menade att vem som helst som följde Koranen och sunna på ett korrekt vis kunde bli kalif och om en härskare bröt mot den gudomliga lagen (sharia) så skulle denne bli avsatt. Alltså: ingen “naturlig förordning från Gud” var nödvändig för kalifat. Detta var mer än vad umayyaderna kunde tåla att höra och Ghailan fick betala med sitt liv för sitt radikala uttalande. Dock försvagade detta det umayyadiska kalifatet ytterligare, ett kalifat som vid denna tid redan utsatts för många påfrestningar. 